# Ястреб в геральдике
Ястреб (фр. autour; англ. hawk; нем. Habichte) — естественная негеральдическая гербовая фигура.
Символ жестокости, напористости, злобности и безрассудства.
В европейской геральдике ястреб символизирует "военного человека, храброго и доблестного больше из жажды наживы, нежели из чувства чести и любви к отчизне".

## Использование
Известно, что одним из первых взял ястреба в качестве эмблемы в свой герб нормандский рыцарь Вольтье, который руководствовался простым сходством близких по звучанию слов (vautour — vultrure).
Блазонирование, как и у всех геральдических птиц. Если клюв, глаза, лапы и когти отличаются от общего цвета птицы, то обязательно указывается в описании герба.  Изображается, как сидящим, так и с расправленными крыльями в полёте.
Очень часто ястреба смешивают с другими пернатыми хищниками (в основном с соколом), поэтому необходимо смотреть описание герба.
В польской геральдике имеются гербы: Ястршембец, Гинвил, Тэнпа Подкова.
В русской геральдике использовался в территориальной геральдике в связи с их многочисленным обетованием: Малмыж, Сапожок, Дешкино, Малмыжский и Сапожковский районов.
В европейской геральдике эмблема ястреба широкого применения не нашла, но отражена в территориальной геральдике: Фалькензе.

## Галерея

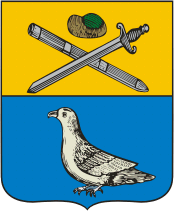
Герб Сапожка времен Российской империи
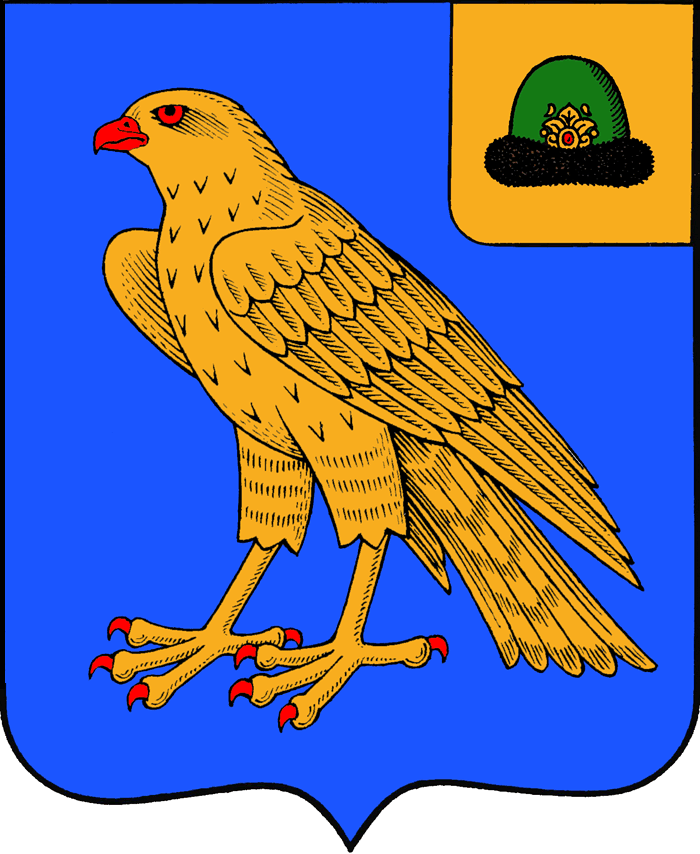
Герб Сапожка
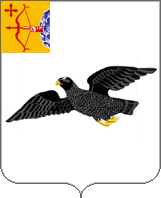
Герб Малмыжа
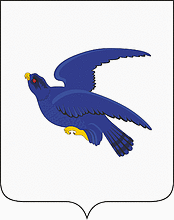
Герб Малмыжского района
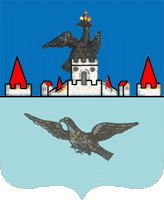
Герб Дешкино
Герб Фалькензе